# Peraceae
A família Peraceae é composta por 5 gêneros e aproximadamente 140 espécies distribuídas em regiões tropicais de todo o mundo. Quanto à sua distribuição global, o gênero Chaetocarpus é distribuído pelas Américas, África, Sul e Sudeste da Ásia, com uma espécie na Malásia Ocidental; Clutia possui cerca de 75 espécies na África; Pera apresenta entre 30 e 40 espécies, no Caribe e na América do Sul tropical; Pogonophora se distribui em duas espécies neotropicais e uma na África Ocidental; e Trigonopleura apresenta três espécies endêmicas da região Malesiana. A diversidade de habitats e ampla distribuição tornam a família Peraceae um grupo importante nos ecossistemas tropicais. 
No Brasil, destacam-se três gêneros: Pogonophora Miers ex Benth., Chaetocarpus Thwaites e Pera Mutis. Este último é o mais numeroso, com 19 espécies registradas, ocorrendo desde a América Central até o Brasil, com maior concentração na Floresta Amazônica. Elas ocupam diversos domínios fitogeográficos, como Amazônia, Caatinga, Cerrado, Mata Atlântica e Pantanal.  As espécies dessa família apresentam formas de vida arbustivas ou arbóreas, com hábito terrícola, sendo nativas, mas não endêmicas do Brasil . 

## Morfologia Externa
A família Peraceae apresenta uma rica diversidade morfológica, cujas características estruturais refletem adaptações ecológicas e diferenciações evolutivas .

### Características gerais
As plantas de Peraceae são lenhosas, com forma de vida predominantemente arbórea ou arbustiva. Apresentam maior frequência de espécies dioicas (indivíduos separados para flores masculinas e femininas). Entretanto, algumas espécies podem ser monoicas, concentrando flores dos dois sexos no mesmo indivíduo. Uma característica marcante é a ausência de látex, geralmente comum em outras famílias próximas, como as Euphorbiaceae .

#### Folhas
As folhas são simples, inteiras e geralmente alternas, podendo ocorrer, também, opostas. Sua superfície pode apresentar tricomas e em algumas espécies, glândulas na face inferior (abaxial).

#### Inflorescências
As inflorescências podem ser racemosas (flores ao longo de um eixo principal) ou cimosas (flores em ramificações determinadas). Elas frequentemente são axilares, fasciculadas ou em pseudantos (estrutura semelhante a uma flor composta), com brácteas involucradas em algumas espécies .

#### Flores
As flores são pequenas e podem ser pediceladas (com sustentação e condução de seiva para as flores) ou sésseis. Elas são geralmente monoclamídeas (com uma única camada de perianto) ou aclamídeas (sem pétalas). As Flores masculinas apresentam estames livres ou parcialmente unidos, como em Pera glabrata, onde o filete é simples e a antera tetraesporangiada. O desenvolvimento da parede da antera segue o tipo básico, com epiderme unisseriada e dois tipos celulares, sendo um deles volumoso que apresenta lignina, uma característica rara entre angiospermas. Já as flores femininas contêm um ovário súpero, tricarpelar e trilocular, com um óvulo por lóculo.

#### Frutos e sementes
Os frutos geralmente são cápsulas septicidas, ou seja, se abrem ao longo de septos longitudinais. Em Pera glabrata, o mesocarpo apresenta duas camadas mecânicas, enquanto o endocarpo não é lignificado. As sementes frequentemente apresentam uma estrutura carnosa que auxilia na dispersão e tegumento externo proeminente.

#### Anatomia da Madeira
A madeira de Peraceae apresenta vasos difusos-porosos distribuídos uniformemente, fibras não septadas e raios compostos por diferentes tipos de células. Algumas espécies exibem cristais prismáticos no tapete das anteras, com funções estruturais ou metabólicas.

## Ecologia
A família Peraceae apresenta características ecológicas que demonstram sua importância em processos de sucessão vegetal, restauração ambiental e interação com a fauna devido ao hábito pioneiro. Suas espécies, como Pera glabrata (Tamanqueira), são exemplos de plantas com adaptabilidade a diferentes ambientes tropicais e estratégias ecológicas. A dispersão de sementes por animais, por meio da endozoocoria, onde os animais ingerem os frutos e liberam as sementes via fezes ou regurgitação, promove a reinserção de espécies vegetais regionais, ajudando na regeneração de áreas degradadas. O arilo oleoso e viscoso presente em Pera glabrata serve como atrativo para aves e essa interação mutualística beneficia tanto os dispersores, que encontram alimento, quanto as plantas, que ampliam sua área de distribuição .
Além disso, sua capacidade de coexistir em diferentes habitats e condições ambientais a torna uma planta altamente versátil, adequada tanto para áreas degradadas quanto para regiões urbanizadas, onde pode ser utilizada como fonte de alimento e abrigo para a fauna . 

## Evolução e taxonomia
A evolução da família Peraceae está conectada à reclassificação de grupos dentro da ordem Malpighiales, particularmente das famílias Euphorbiaceae e Rafflesiaceae. Historicamente, os gêneros atualmente pertencentes à Peraceae, como Pera, Chaetocarpus e Pogonophora, estavam incluídos na subfamília Peroideae das Euphorbiaceae. Estudos filogenéticos baseados em DNA, como os de Davis et al. (2007) e Wurdack e Davis (2009), mostraram que esses gêneros formam um clado distinto, se relacionado com as Rafflesiaceae e Euphorbiaceae, e se diferenciando o suficiente para elevar-se ao status de família .
As Rafflesiaceae são plantas sem clorofila que dependem de outras plantas para nutrição (holoparasitas), com corpos vegetativos reduzidos e flores gigantescas que podem alcançar até 1 metro de diâmetro contrastando com as pequenas flores e estruturas vegetativas robustas das Peraceae. Enquanto Peraceae e Euphorbiaceae variam de herbáceas a arbóreas, com estruturas vegetativas bem desenvolvidas e flores pequenas, diferenciando-se pela presença de pseudântias em gêneros como Pera e pela combinação de características embriológicas e anatômicas exclusivas. Apesar dessas diferenças, as três famílias compartilham algumas características, como flores unissexuais (masculinas e femininas separadas). Vale lembrar que essa característica não é exclusiva do clado e também ocorre em outras famílias das Malpighiales, como Phyllanthaceae e Picrodendraceae .

Essa reclassificação tornou as Euphorbiaceae monofiléticas e a criação da Peraceae também resolveu questões taxonômicas complexas envolvendo os limites entre famílias relacionadas dentro da ordem Malpighiales. A circunscrição da Peraceae destaca a complexidade evolutiva da ordem Malpighiales e contribui para uma visão mais coesa da evolução e diversidade das plantas tropicais. Estudos embriológicos e filogenéticos ainda são incompletos e reforçam a necessidade de investigações mais detalhadas sobre representantes pouco conhecidos, como os gêneros da Peraceae .